# Чамбал
Ча́мбал (англ. Chambal River, хинди चम्बल) — река в Индии, правый приток реки Джамна (также известной как Ямуна). Длина — 830 км, площадь бассейна — 135 тыс. км². 
Берёт начало на севере Деканского плоскогорья, в горах Виндхья, пересекает плато Малва; нижнее течение — на Индо-Гангской равнине. Питание дождевое, летнее половодье. Средний расход воды около 600 м³/сек, максимальный — до 20 тыс. м³/сек. На Чамбале созданы крупный гидроэнергетический комплекс близ г. Рампур, включающий 3 ГЭС общей мощностью 275 тыс. квт, и ирригационная система, орошающая 440 тыс. га. Регулирование стока уменьшило силу речной и овражной эрозии, принявшей в этом районе катастрофический характер. Судоходство на отдельных участках. На реке расположен город Кота.